# Kexholms län
Kexholms län var et forvaltningsområde, som omfattede de dele af Karelen, der lå vest og nordvest for Ladoga.

## Historie
Den tidligste omtale stammer fra 1143. Novgorod og senere Rusland kaldte lenet for Korela.

### Under Sverige 1580-1595
I 1570 udbrød 25-årskrigen mellem Sverige og Rusland, og i 1580 erobrede den svenske hærfører Pontus De la Gardie Kexholms län. Ved freden i Teusina 1595 blev lenet tilbagegivet til Rusland.

### Under Sverige 1617-1721
Lenet blev sammen med Ingermanland afstået af Rusland til Sverige ved freden i Stolbova i 1617. Lenet udvides til sognene Lieksa i nord og Suojärvi i øst. I syd og vest, blev amtet omgivet af Vyborg og Nyslott län. Lenet fik ikke ret til at sende udsendinge til den svenske rigsdag, dog kunne præster forelægge spørgsmål i Stockholm.
I 1632 fik Sordavala stadsrettigheder for at lokke handlende til, og i 1651 blev byen centralsæde for et grevskab med samme navn. Ved siden af Sordavala fandtes flækkerne Salmis ved Ladogas nordøstlige kyst, Kronoborg ved Ladogas nordvestlige kyst og Taipale vest Ladogas vestkyst omkrent på højde med Vyborg.

### Under Rusland 1721-1811
De sydlige dele af Kexholms län blev overdraget til Rusland ved freden i Nystad 1721 og blev en del af Skt. Petersborgs guvernement, hvor efter de resterende dele blev lagt sammen med Kymmenegårds län under svensk kontrol.

### Under Finland 1811-1945
Da Sverige måtte afstå hele Finland i 1809, blev lenet genforenet med dette land i Storfyrstendømmet Finland men administrativt en del af Viborgs län.
Først efter Vinterkrigen og siden ved våbenhvilen i Moskva måtte Finland afstå området til Sovjetunionen.
Ved Sovjetunionens opløsning i 1991, blev området en del af Rusland.
|  |  |

## Landshövdingar
- Henrik Månsson 1634–1636
- Magnus Nieroth 1636–1641
- Henrik Piper 1641–1642 (t.f.)
- Reinhold Mettstake 1642–1652
- Jakob Törnsköld 1652–1656
- Karl von Scheiding 1657–1660
- Patrick Ogilwie 1660–1674
- Berendt Mellin 1674–1690

"Landshövding" kan oversættes til "lensmand" på dansk.